# Дэнсер, Барри
Барри Джон Дэнсер (англ. Barry John Dancer, 27 августа 1952, Брисбен, Австралия) — австралийский хоккеист (хоккей на траве), полевой игрок, тренер. Серебряный призёр летних Олимпийских игр 1976 года. В 2004 году привёл сборную Австралии к золотым медалям летних Олимпийских игр.

## Биография
Барри Дэнсер родился 27 августа 1952 года в австралийском городе Брисбен.
В 1976 году вошёл в состав сборной Австралии по хоккею на траве на Олимпийских играх в Монреале и завоевал серебряную медаль. Играл в поле, провёл 1 матч, мячей не забивал.
В 1973—1979 годах провёл за сборную Австралии 48 матчей.
По окончании игровой карьеры стал тренером. В 1997—1999 годах тренировал сборную Англии по хоккею на траве. В 2000 году возглавлял сборную Великобритании на летних Олимпийских играх в Сиднее, с которой занял 6-е место.
В 2001—2008 годах тренировал мужскую сборную Австралии и руководил мужской хоккейной программой Австралийского института спорта. Под его руководством австралийцы в 2004 году выиграли летние Олимпийские игры в Афинах, в 2008 годах завоевали бронзу на летних Олимпийских играх в Пекине. Дважды выиграли серебряную награды на чемпионатах мира 2002 и 2006 годов. В Трофее чемпионов выиграли золото в 2005 и 2008 годах, серебро в 2001, 2003 и 2007 годах. Также австралийцы победили на Играх Содружества 2002 и 2006 годов.

## Семья
Сын Барри Дэнсера Брент Дэнсер также выступал за сборную Австралии по хоккею на траве, с ноября 2019 года — директор Австралийской федерации хоккея на траве.